# Aïagouz
Aïagouz (en kazakh : Аягөз, en russe : Аягоз) est une localité de l’est du Kazakhstan, située dans l'oblys d'Abay (intégré avant 2022 au Kazakhstan-Oriental). Elle est le chef-lieu du district d'Aïagouz.

## Géographie
La localité est située sur les deux rives de la rivière Aïagouz, à l’extrême sud-est de la steppe kazakhe, dans une zone naturellement semi-désertique, à une altitude moyenne de 654 mètres.
La ville est divisée en deux par le Turksib, la voie ferrée Turkestan-Sibérie.

## Histoire
Les premières mentions du toponyme datent des XVIe et XVIIe siècles.

La localité est créée en 1831 et porte le nom de la rivière éponyme jusqu’en 1860. Alors village agricole, elle voit son nom transformé en Serguiopol (en russe : Сергиополь), bientôt transformé en Mamyrsou (en russe : Мамырсу).

La ville moderne surgit à côté de ce village en 1931, lors de la construction de la station ferroviaire sur la ligne du Turksib, et est élevée au statut de ville en 1939, année qui voit le retour de l’appellation Aïagouz.

L’arrivée du chemin de fer contribue au développement important de la localité. Le télégraphe est installé, des écoles se construisent, et des industries relatives à l’activité ferroviaire se développent (locomotives à vapeur et diesel). Un abattoir, une laiterie et, entre autres, une entreprise de fabrication de bottes s’installent, alimentées par les matières premières provenant des villages voisins.

Le développement de la ville atteint son sommet dans les années 1970, et la localité s’active à l’application du plan directeur de croissance. Tous ces efforts seront anéantis par l’effondrement de l’URSS à partir de 1990.

## Démographie
La population de la localité, recensée en 2012 (41 593 habitants), est en progression par rapport à 1999 (38 470 habitants).

L'ethnie dominante est kazakhe (93 %), les Russes ne représentant que 5 % et les Tatars 1 %.
Recensements (*) ou estimation de la population :
| 1969*  | 1989*  | 1999   | 2010   | 2012   |
| ------ | ------ | ------ | ------ | ------ |
| 37 800 | 41 400 | 38 470 | 38 155 | 41 593 |

## Climat
Aïagouz bénéficie d'un climat continental à étés chauds (Dfb selon la classification de Köppen), avec des saisons été et hiver bien définies. Le mois le plus chaud en moyenne est juillet, 20,6 °C en moyenne, et le plus froid est janvier avec en moyenne - 16,7 °C. Juillet est également le mois le plus arrosé, alors que septembre est la période la plus sèche.
| Mois                                | jan. | fév. | mars | avril | mai | juin | jui. | août | sep. | oct. | nov. | déc. | année |
| ----------------------------------- | ---- | ---- | ---- | ----- | --- | ---- | ---- | ---- | ---- | ---- | ---- | ---- | ----- |
| Température minimale moyenne (°C)   | −22  | −21  | −10  | −1    | 4   | 10   | 12   | 10   | 3    | −2   | −11  | −20  | −3    |
| Température moyenne (°C)            | −16  | −14  | −5   | 5     | 12  | 18   | 20   | 18   | 12   | 4    | −6   | −15  | 4     |
| Température maximale moyenne (°C)   | −10  | −8   |      | 11    | 21  | 26   | 28   | 26   | 21   | 10   | −2   | −10  | 9     |
| Précipitations (mm)                 | 20   | 10   | 30   | 10    | 20  | 40   | 50   | 10   |      | 20   | 30   | 20   | 320   |
| Nombre de jours avec précipitations | 5    | 6    | 7    | 3     | 4   | 6    | 6    | 4    | 3    | 6    | 7    | 6    | 69    |

## Économie
Aïagouz est une ville de garnison importante. Elle accueille des unités de défense aérienne.

## Divers
La localité a été traversée le 14 mai 2004 par Ewan McGregor et Charley Boorman lors de leur tour du monde en moto effectué en 2004.

## Sources
- (en)/(ru) Cet article est partiellement ou en totalité issu des articles intitulés en anglais « Ayagoz » (voir la liste des auteurs) et en russe « Аягуз (город) » (voir la liste des auteurs).

## Compléments